# Lijst van rijksmonumenten in Ubbergen
De plaats Ubbergen telt 25 inschrijvingen in het rijksmonumentenregister. Hieronder een overzicht.
| Object | Oorspronkelijke functie?  | Bouwjaar               | Architect         | Locatie                          | Coördinaten?                  | Nr.?   | Afbeelding                        |
| --- | ------------------------- | ---------------------- | ----------------- | -------------------------------- | ----------------------------- | ------ | --------------------------------- |
| Huize Waalheuvel: voormalig koetshuis met dienstwoningen | Bijgebouwen kastelen enz. | ca. 1900               |                   | Rijksstraatweg 7                 | 51° 50' 17" NB, 5° 53' 57" OL | 35785  | Meer afbeeldingen                 |
| Oubergzicht | Woonhuis                  | ca.1900-1910           |                   | Rijksstraatweg 29                | 51° 50' 13" NB, 5° 54' 5" OL  | 35786  | Meer afbeeldingen                 |
| Avalon | Woonhuis                  | ca. 1870               |                   | Rijksstraatweg 31                | 51° 50' 12" NB, 5° 54' 7" OL  | 35787  | Meer afbeeldingen                 |
| Rozendal | Bijgebouwen kastelen enz. | 1868                   |                   | Rijksstraatweg 33                | 51° 50' 12" NB, 5° 54' 12" OL | 35788  | Meer afbeeldingen                 |
| Complex "de Refter" | Klooster, kloosteronderdl | 1910                   | J. van Groenedael | Rijksstraatweg 39                | 51° 50' 6" NB, 5° 54' 17" OL  | 35789  | Meer afbeeldingen                 |
| Ter Meer | Woonhuis                  | ca. 1885-1890          |                   | Rijksstraatweg 37                | 51° 50' 6" NB, 5° 54' 16" OL  | 35790  | Ter Meer                          |
| Voormalig klooster van de Franse Zusters | Woonhuis                  | ca. 1900               |                   | Rijksstraatweg 41                | 51° 50' 3" NB, 5° 54' 24" OL  | 35791  | Meer afbeeldingen                 |
| Rozenhof | Woonhuis                  | ca. 1870-1875          |                   | Rijksstraatweg 43                | 51° 50' 4" NB, 5° 54' 27" OL  | 35792  | Meer afbeeldingen                 |
| Villa Montana | Woonhuis                  | 1892                   |                   | Pompweg 11                       | 51° 50' 21" NB, 5° 53' 45" OL | 35793  | Meer afbeeldingen                 |
| Villa Waalheuvel, monumentaal opgezet landhuis | Kasteel, buitenplaats     | derde kwart 19e eeuw   |                   | Rijksstraatweg 24                | 51° 50' 15" NB, 5° 53' 57" OL | 35794  | Meer afbeeldingen                 |
| Voormalig tolhuis, wit gepleisterd pand ter breedte van drie traveeën, bestaande uit een iets vooruitspringend middenblok met verdieping onder zadeldak met de nok loodrecht op de voorgevel en geflankeerd door verdiepingloze zijvleugels onder zadeldaken met de nok evenwijdig aan de gevel | Overheidsgebouw           | tweede kwart 19e eeuw  |                   | Rijksstraatweg 26                | 51° 50' 14" NB, 5° 53' 60" OL | 35795  | Meer afbeeldingen                 |
| Wit gepleisterd pand met lage verdieping onder een met pannen belegd laag schilddak. Horizontaal getrokken rillen in de pleister van de voorgevel. T-vensters beganegrond, korte openslaande vensters op de verdieping                                                                          | Woonhuis                  | eerste helft 19e eeuw  |                   | Rijksstraatweg 28                | 51° 50' 13" NB, 5° 54' 1" OL  | 35796  | Meer afbeeldingen                 |
| Huis "Schoonoord" | Kasteel, buitenplaats     | derde kwart 19e eeuw   |                   | Rijksstraatweg 34                | 51° 50' 9" NB, 5° 54' 5" OL   | 35797  | Meer afbeeldingen                 |
| Hervormde Kerk | Kerk en kerkonderdeel     | late middeleeuwen      |                   | Rijksstraatweg 38                | 51° 50' 10" NB, 5° 54' 7" OL  | 35798  | Meer afbeeldingen                 |
| Maartenshof | Woonhuis                  | ca. 1875               |                   | Rijksstraatweg 48                | 51° 50' 3" NB, 5° 54' 17" OL  | 35799  | Meer afbeeldingen                 |
| Beukenheim | Woonhuis                  | 1867                   |                   | Rijksstraatweg 50                | 51° 50' 2" NB, 5° 54' 21" OL  | 35800  | Meer afbeeldingen                 |
| Heuvellust | Woonhuis                  | 1870-1875              |                   | Rijksstraatweg 52                | 51° 50' 1" NB, 5° 54' 24" OL  | 35801  | Meer afbeeldingen                 |
| Bronhuize | Woonhuis                  | 1824                   |                   | Rijksstraatweg 56                | 51° 50' 1" NB, 5° 54' 36" OL  | 35802  | Meer afbeeldingen                 |
| Begraafplaats rond de Hervormde Kerk, vanwege de grafkelders met eenvoudig bewerkte platte zerken, de omtuining van het perceel en het toegangshek | Begraafplaats en -onderdl | 19e eeuw               |                   | Rijksstraatweg bij 38            | 51° 50' 10" NB, 5° 54' 7" OL  | 35803  | Meer afbeeldingen                 |
| Eik en Dal | Boerderij                 | laatste helft 19e eeuw |                   | Ubbergensdijk 1                  | 51° 50' 13" NB, 5° 54' 3" OL  | 35804  | Meer afbeeldingen                 |
| "Kopsendal" | Woonhuis                  | laatste helft 19e eeuw |                   | Ubbergse Holleweg 18             | 51° 50' 12" NB, 5° 53' 54" OL | 35813  | Meer afbeeldingen                 |
| Terrein waarin twee kasteelbergen | Archeologisch monument    | middeleeuwen           |                   | Duivelsberg                      | 51° 49' 16" NB, 5° 56' 39" OL | 46058  | Terrein waarin twee kasteelbergen |
| Avalon | Bijgebouwen kastelen enz. | 1900                   |                   | Rijksstraatweg 31                | 51° 50' 11" NB, 5° 54' 7" OL  | 522007 | Meer afbeeldingen                 |
| Villa "Torensigt" | Woonhuis                  | 1889                   |                   | Jan Dommer van Poldersveldtweg 4 | 51° 49' 59" NB, 5° 54' 15" OL | 522010 | Villa "Torensigt"                 |
| Villa "Dennenheuvel" | Woonhuis                  | 1899-1902              | Oscar Leeuw       | Rijksstraatweg 46                | 51° 50' 4" NB, 5° 54' 13" OL  | 522013 | Villa "Dennenheuvel"              |